# Gröna linjen (Stockholms tunnelbana)
Gröna linjen, eller Tub 1 som den heter internt inom SL, är ett av tre bansystem i Stockholms tunnelbana. Den har totalt 49 stationer varav 9 är betongstationer, 3 är bergstationer och 37 är ytstationer. Banan är totalt 41 256 meter lång. Den trafikeras av tre linjer: söderut går linje 17 mot Skarpnäck, linje 18 mot Farsta strand och linje 19 mot Hagsätra. På den enda grenen västerut varierar linjernas slut- och startstationer, och tåg kan vända vid Hässelby strand, Vällingby, Åkeshov, Alvik, Odenplan eller Hötorget. Gröna linjen har 553 350 resenärer per arbetsdag (2019). Linjen går till största delen ovan jord men i tunnel under centrala staden. Bansystemet har tidigare både haft både blå och röd färg i olika officiella material fram till ca 1970-talet, då den gröna färgen blev mer eller mindre permanent; namnet "Gröna linjen" används i SL:s kommunikation med trafikanterna sedan cirka 1990.

## Bakgrund
Gröna linjen består trots namnet, av tre linjer på fyra grenar, Hässelby strand i väster samt Hagsätra, Farsta strand och Skarpnäck i söder. De längsta tunnlarna är Gamla stan–Odenplan–S:t Eriksbron (3,4 km), Slussen-Skanstullsbron (Södertunneln, 1,5 km) och S:t Eriksbron–Lindhagensplan (Kungsholmen) (1,2 km). Som hjälp till resenärerna använder SL vid utropen på stationerna en mansröst för de tåg som är på väg söderut, och en kvinnoröst för de tåg som är på väg norrut/västerut.
De 10 största stationerna på gröna linjen (efter antal påstigande en vintervardag 2015) är:
| Nr  | Station                     | Antal påstigande |
| --- | --------------------------- | ---------------- |
| 1.  | T-Centralen (gröna linjen)  | 58 100           |
| 2.  | Slussen (gröna linjen)      | 45 400           |
| 3.  | Gullmarsplan                | 39 500           |
| 4.  | Hötorget                    | 33 600           |
| 5.  | Fridhemsplan (gröna linjen) | 30 400           |
| 6.  | Rådmansgatan                | 28 100           |
| 7.  | Skanstull                   | 26 700           |
| 8.  | Odenplan                    | 24 700           |
| 9.  | S:t Eriksplan               | 23 000           |
| 10. | Medborgarplatsen            | 21 600           |

## Historia
Banan har invigts som tunnelbana i följande etapper:
|  | Unknown BSicon "gENDEa" |

|  | Unknown BSicon "gSTR+GRZq" |

|  | Unknown BSicon "gSTR+GRZq" |

|  | Unknown BSicon "gSTR+GRZq" |

|  | Unknown BSicon "gSTR" |

|  | Unknown BSicon "gSTR+GRZq" |

|  | Unknown BSicon "gSTR" |

| Unknown BSicon "gSTR+l" | Unknown BSicon "gABZgr" |  |

| Unknown BSicon "gSTR" | Unknown BSicon "gABZgl" | Unknown BSicon "gSTR+r" |

| Unknown BSicon "gSTR" | Unknown BSicon "gSTR+GRZq" | Unknown BSicon "gSTR" |

| Unknown BSicon "gSTR" | Unknown BSicon "gSTR+GRZq" | Unknown BSicon "gSTR" |

| Unknown BSicon "gSTR" | Unknown BSicon "gENDEe" | Unknown BSicon "gSTR" |

| Unknown BSicon "gSTR" |  | Unknown BSicon "gSTR+GRZq" |

| Unknown BSicon "gSTR" |  | Unknown BSicon "gSTR+GRZq" |

| Unknown BSicon "gSTR" |  | Unknown BSicon "gENDEe" |

| Unknown BSicon "gSTR+GRZq" |

| Unknown BSicon "gSTR+GRZq" |

| Unknown BSicon "gSTR+GRZq" |

| Unknown BSicon "gENDEe" |

|  | Unknown BSicon "gENDEa" |

|  | Unknown BSicon "gSTR+GRZq" |

|  | Unknown BSicon "gSTR+GRZq" |

|  | Unknown BSicon "gSTR+GRZq" |

|  | Unknown BSicon "gSTR" |

|  | Unknown BSicon "gSTR+GRZq" |

|  | Unknown BSicon "gSTR" |

| Unknown BSicon "gSTR+l" | Unknown BSicon "gABZgr" |  |

| Unknown BSicon "gSTR" | Unknown BSicon "gABZgl" | Unknown BSicon "gSTR+r" |

| Unknown BSicon "gSTR" | Unknown BSicon "gSTR+GRZq" | Unknown BSicon "gSTR" |

| Unknown BSicon "gSTR" | Unknown BSicon "gSTR+GRZq" | Unknown BSicon "gSTR" |

| Unknown BSicon "gSTR" | Unknown BSicon "gENDEe" | Unknown BSicon "gSTR" |

| Unknown BSicon "gSTR" |  | Unknown BSicon "gSTR+GRZq" |

| Unknown BSicon "gSTR" |  | Unknown BSicon "gSTR+GRZq" |

| Unknown BSicon "gSTR" |  | Unknown BSicon "gENDEe" |

| Unknown BSicon "gSTR+GRZq" |

| Unknown BSicon "gSTR+GRZq" |

| Unknown BSicon "gSTR+GRZq" |

| Unknown BSicon "gENDEe" |

Flera sträckor fanns som spårväg på dagens banvall innan de gjordes om till tunnelbana.
- Södertunneln byggdes 1933.
- Tranebergsbron byggdes med spårvagnsspår 1934.
- Skanstullsbron invigdes 1946 med spårvagnar men planerad som tunnelbana.
- Ängbybanan, Alvik–Åkeshov, invigdes 1944.
- Örbybanan, Globen–Stureby (som spårväg vidare till Örby), öppnades 1 oktober 1930, med plankorsningar som ombyggdes senare, den äldsta spårsträckan i tunnelbanenätet.

Skillnaden i utformning av banan mellan snabbspårvägen och tunnelbanan är i huvudsak att spårvägen hade kontaktledning och kortare perronger på utsida av spåren medan tunnelbanan har strömskena och längre perronger mellan spåren. Gatukorsningar tillåts inte på tunnelbanan, och dessa spårvägar byggdes utan dem, eller fick dem bortbyggda.

## Bilder

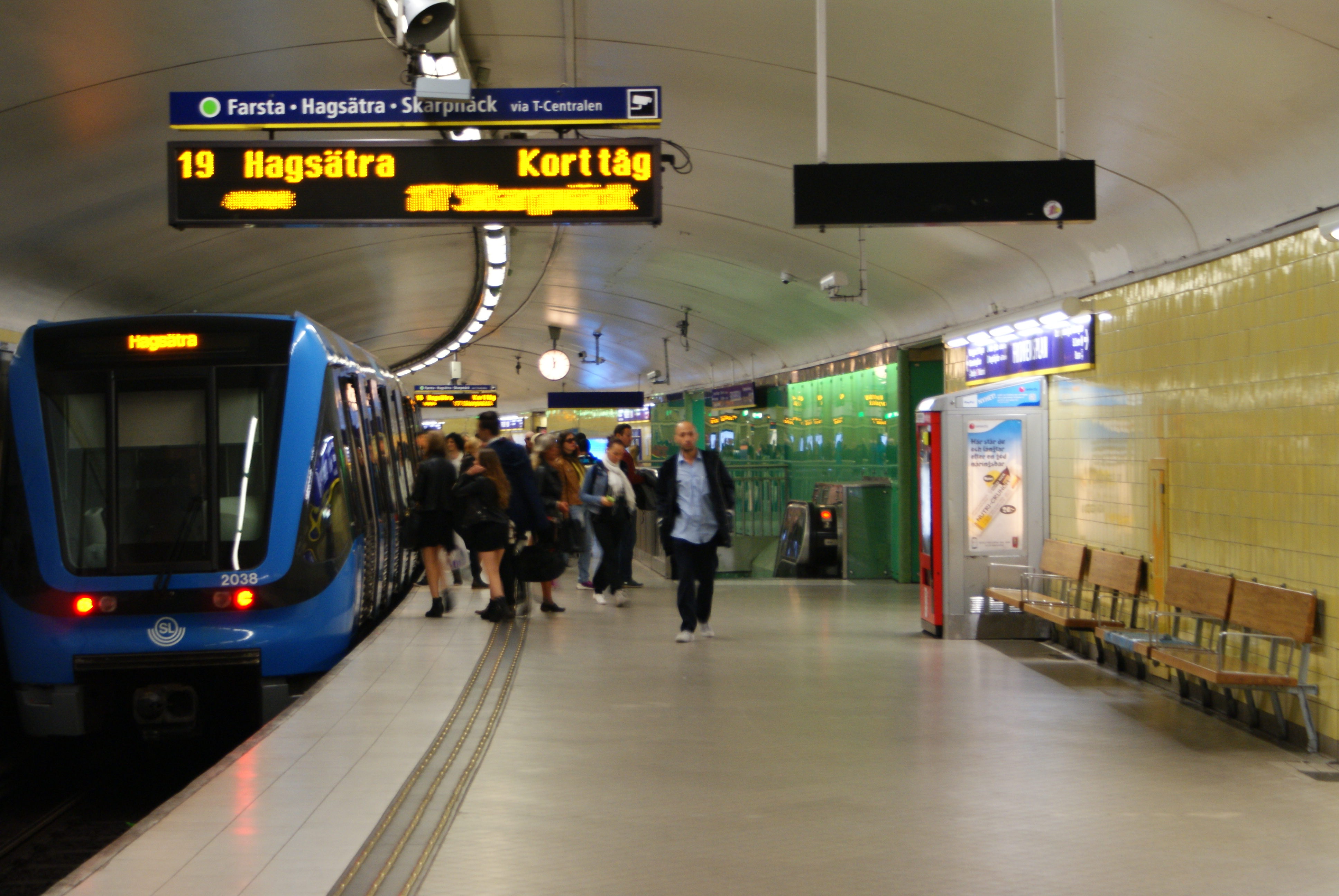
Fridhemsplan
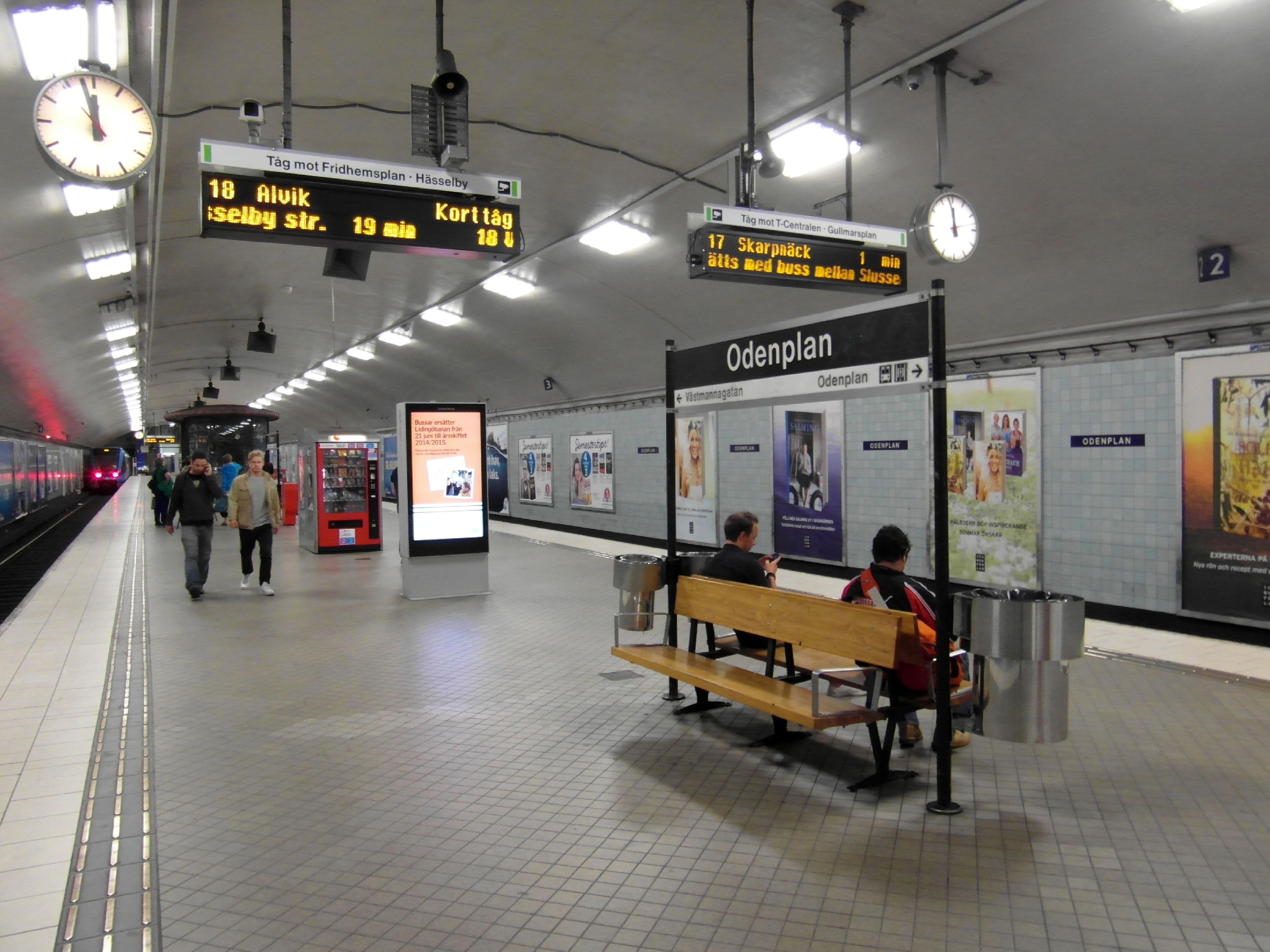
Odenplan
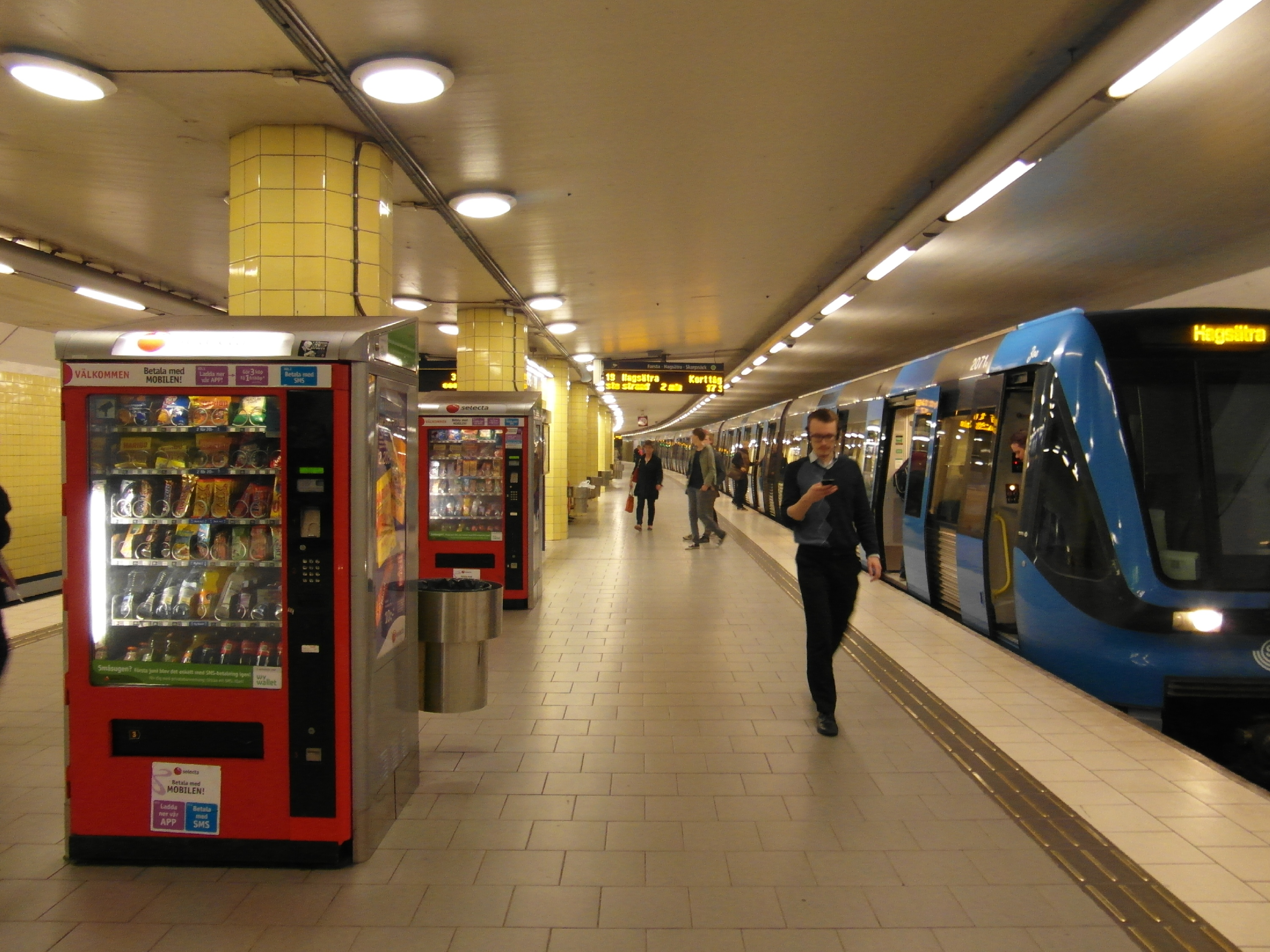
Rådmansgatan
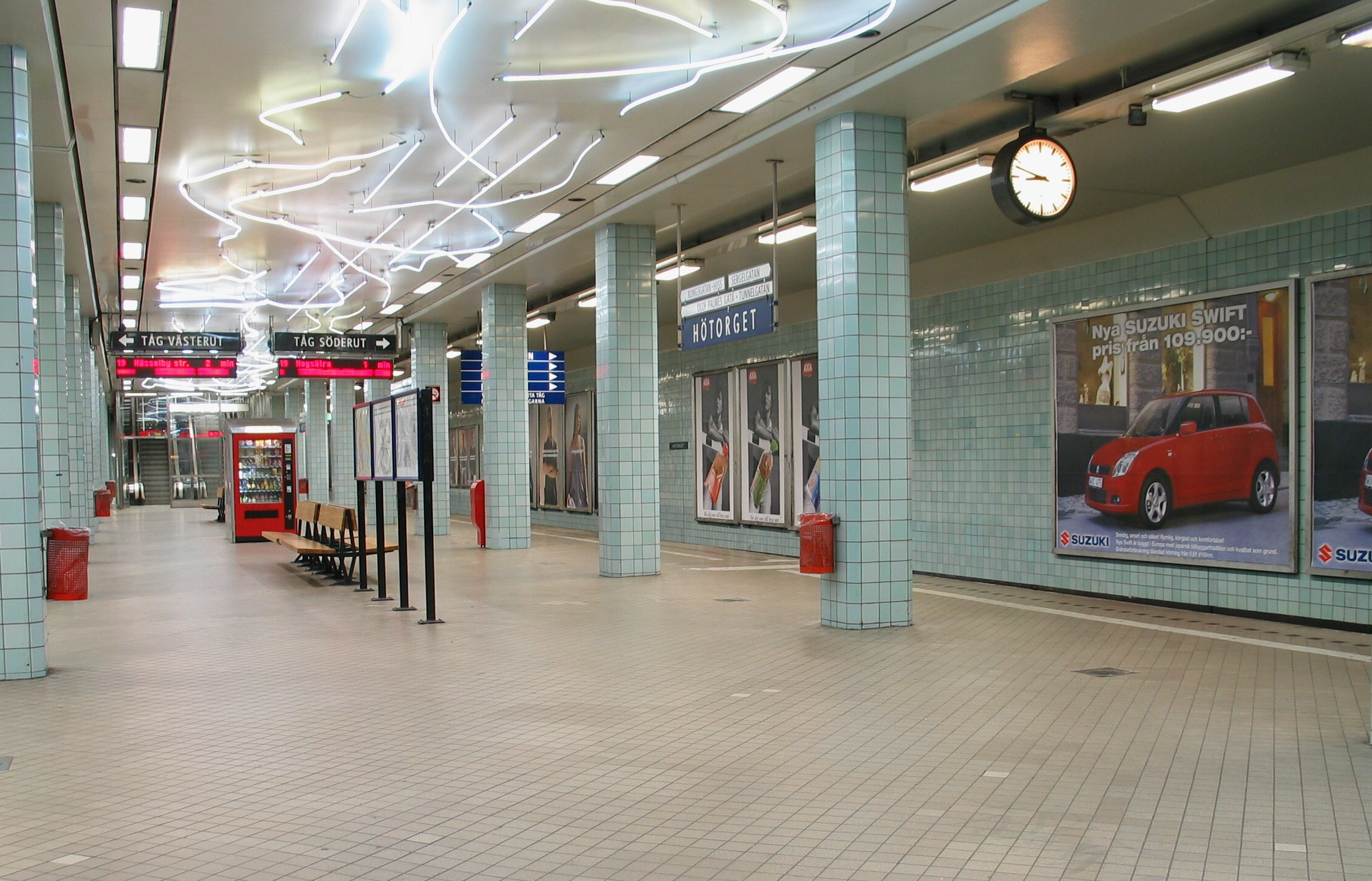
Hötorget
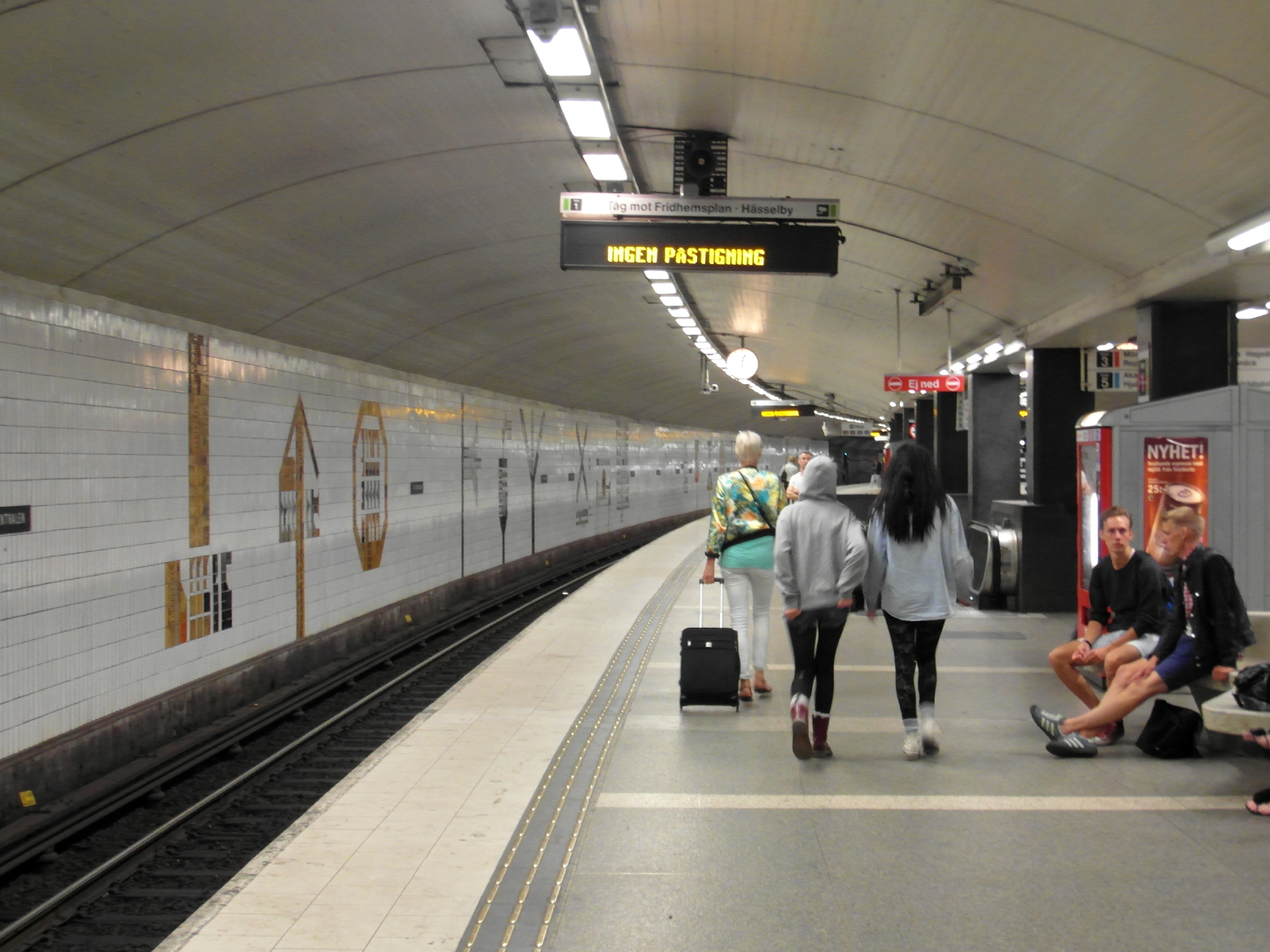
T-Centralen
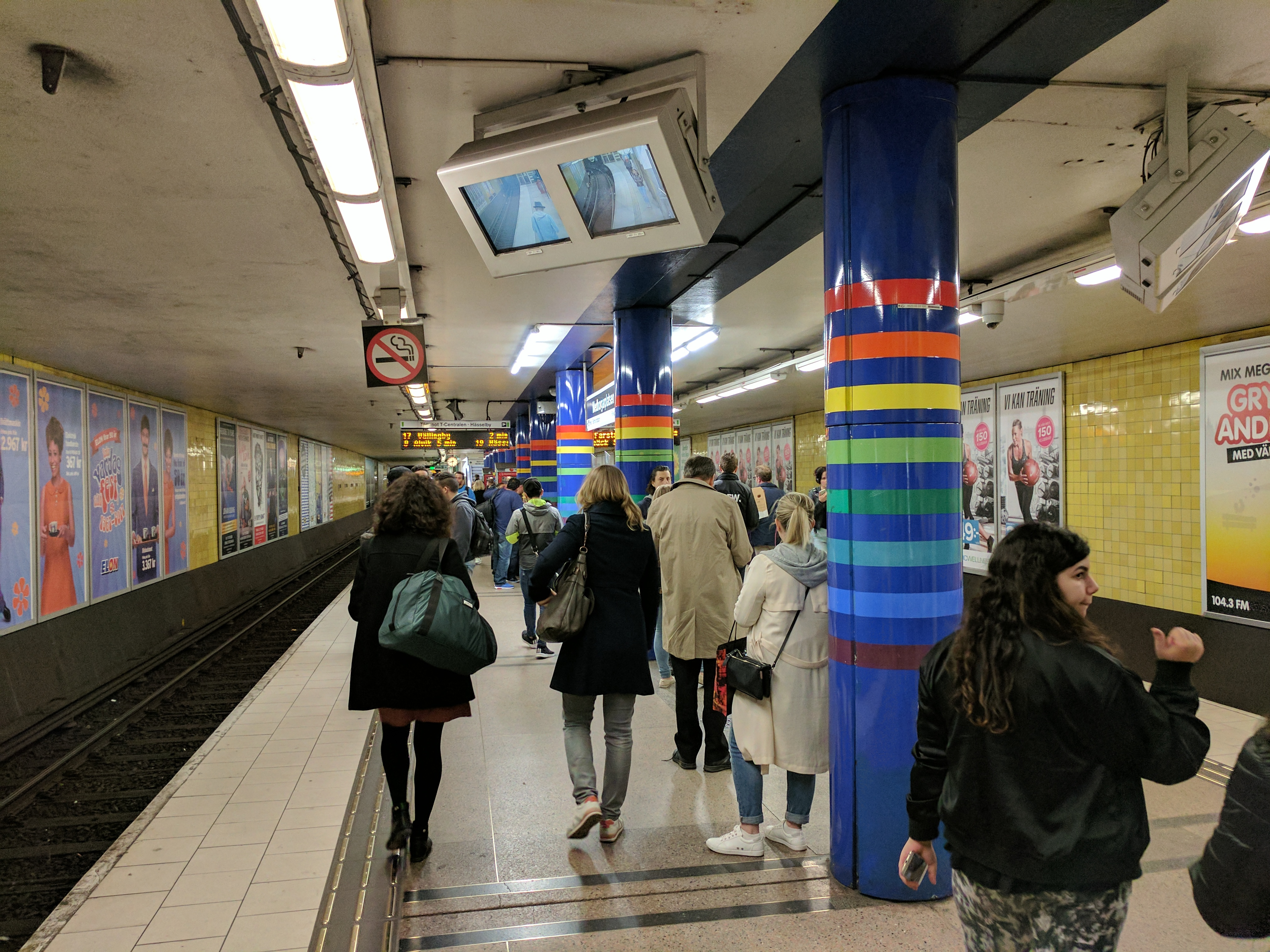
Medborgarplatsen
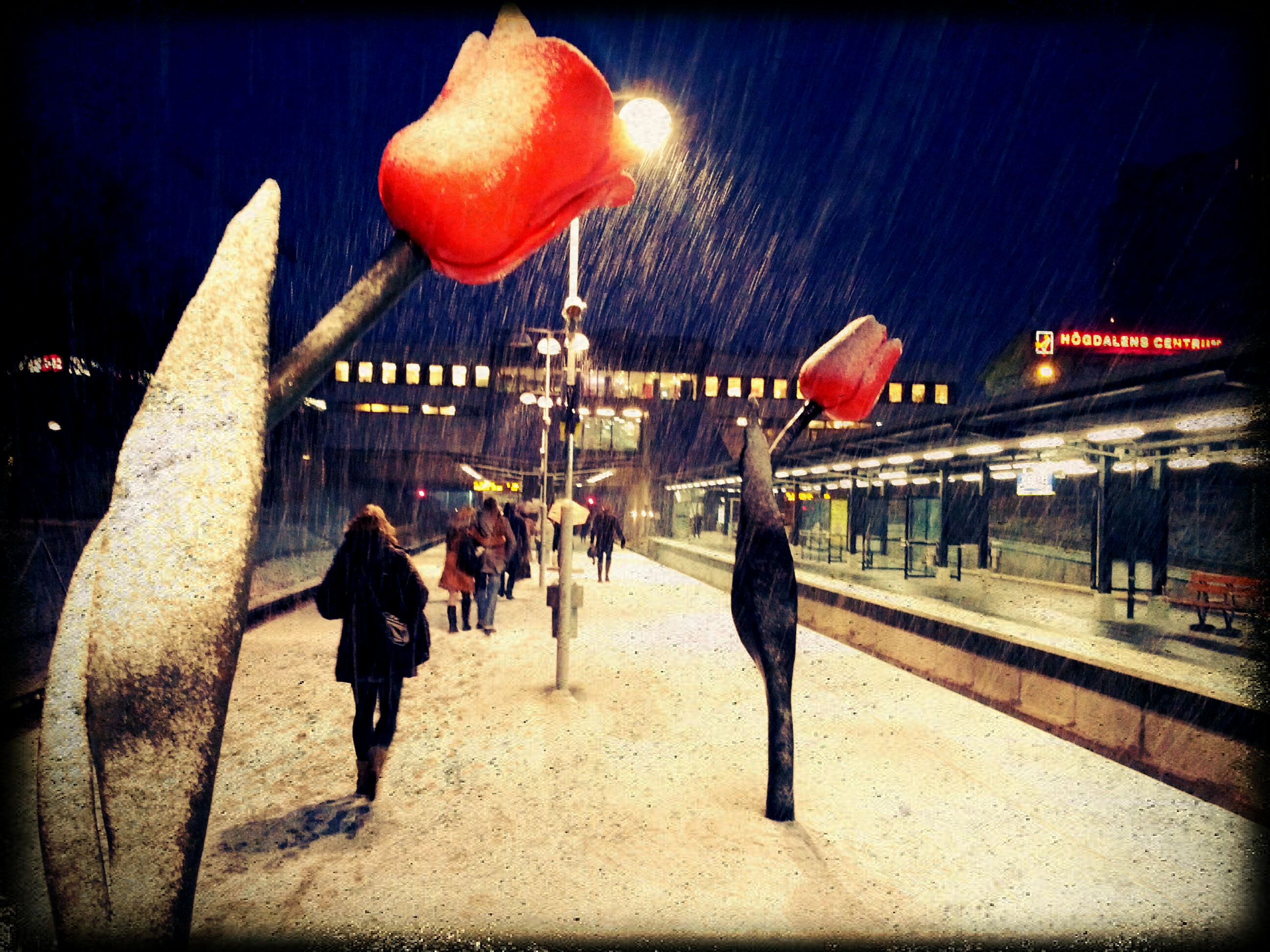
Högdalen
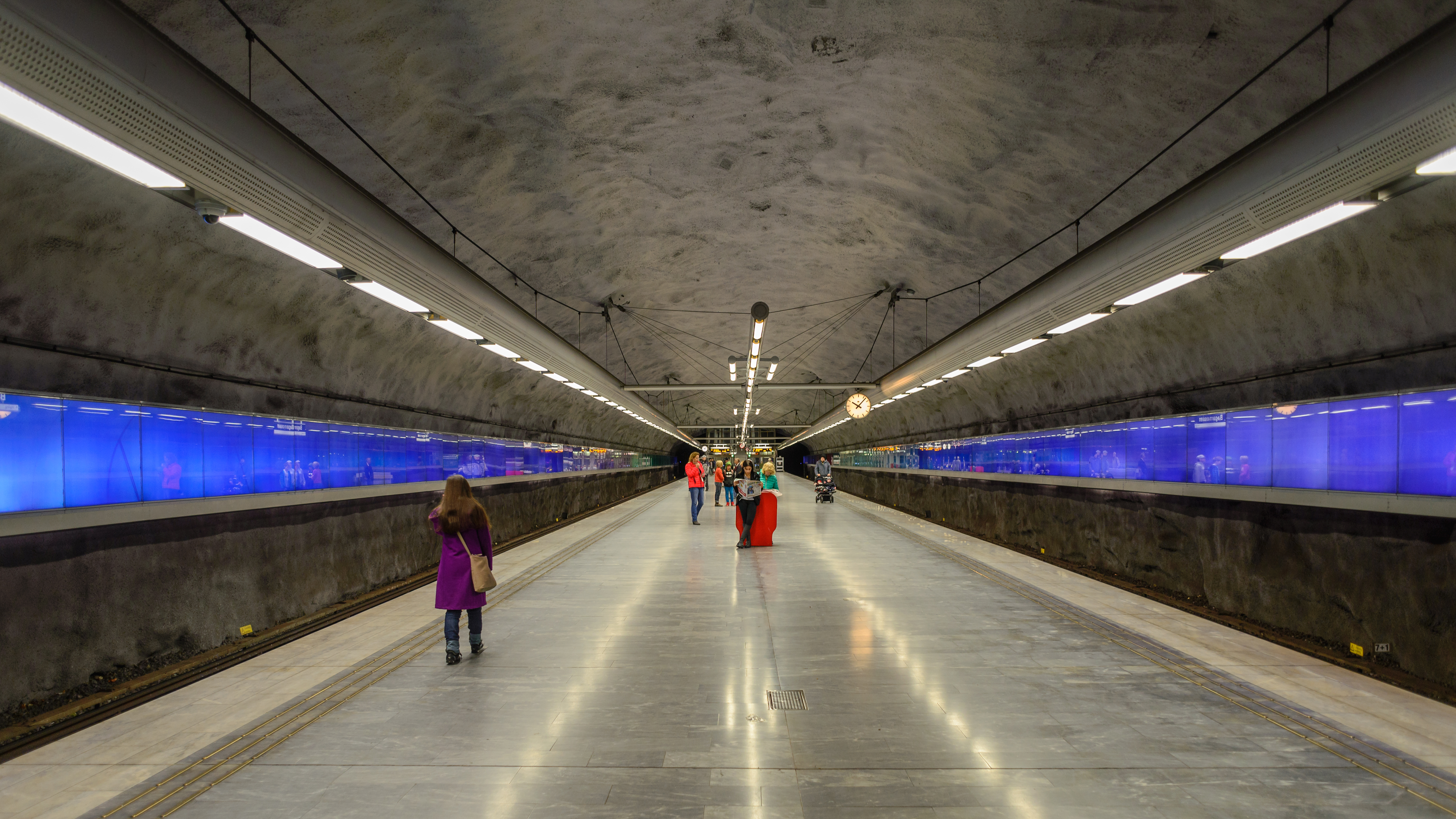
Bagarmossen

## Övrig infrastruktur
Utöver banan som används i trafik har Gröna linjen spårkopplingar till ett antal andra järnvägar. En spårkoppling till Röda linjen finns på Söderströmsbron mellan Slussen och Gamla stan. Dessutom går ett spår från Thorhildsplan som kopplas ihop med Blå linjen mellan Fridhemsplan och Rådhuset. Det finns även en koppling till Tvärbanan mellan Gullmarsplan och Globen. 
På Gröna linjen ligger tre depåer, Hammarbydepån, Vällingbydepån och Högdalsdepån. I Hammarbydepån finns förutom en verkstad och den vanliga vagnuppställningen även en banunderhållsdepå, här förvaras utrustning för underhåll av tunnelbanan. Högdalsdepån håller just nu (2024) på att byggas ut. Detta är för att möjliggöra förvaring av Blå linjens vagnar utöver Gröna linjens. Här byggs också en ny spårkoppling från Hökarängen till depån.

## Renoveringar
- Under perioden 25 mars – 17 augusti 2008 stängdes sträckan Skärmarbrink–Farsta strand av för renovering. Då hade man ersättningsbussar som avgick från Gullmarsplans södra bussterminal som ersatte sträckan utan något uppehåll i Skärmarbrink. Den stationen var dock öppen för trafik.

- Under perioden 21 mars – 25 september 2011 var sträckan Gullmarsplan–Hagsätra stängd för renovering. Bussar ersatte trafiken under perioden.[4].

- Under perioden 11 juli – 27 juli 2014 var sträckan Alvik–Brommaplan avstängd för underhåll. Detta då totalt sex stålbroar mellan Alvik och Åkeshov var i behov att bytas ut. Under perioden sattes bussar in som ersättningstrafik.[5]

## Planerade renoveringar
- Någon gång under 2020-taletplaneras hela sträckan Brommaplan–Hässelby strand, stängas av på grund av underhåll av spår och stationer. Renoveringen och stoppet på sträckan planeras pågå i sju månader. Under perioden kommer ersättningsbussar sättas in.[6][7]

- Tunneln under Götgatan (sträckan Medborgarplatsen-Skanstull) är också i behov av renovering, vilket innebär att tunnelbanetrafiken periodvis kommer att ersättas av buss på sträckan. Detta arbete planeras att utföras under perioden 2025–2030.[8]

## Pågående utbyggnad
Banan är sedan 2020 under utbyggnad, bestående av en ny gren som sträcker sig från den befintliga stationen Odenplan, via Hagastaden och Södra Hagalund till Arenastaden. Arbetet med den nya sträckan påbörjades 2020, med en planerad byggtid på åtta år.
Vid tunnelbanans ursprungliga byggande planerades för en linje närmast motsvarande dagens linje 11, som dock skulle grenas av vid Odenplan, där det finns förberett för ett tredje spår med plattform och en början på grentunnel, den s.k. blindtarmen. Man  beslöt dock senare för helt separerade system, vilket resulterade i Blå linjen, som öppnade 1975.
En avgrening av Gröna linjen började planeras i samband med planeringen av den nya stadsdelen Hagastaden i Stockholms och Solna kommuner, inklusive det nya sjukhuset Nya Karolinska Solna. Trafikstart 2015 nämndes som en möjlighet, dock pausades planerna under flera år då landstinget i stället planerade för en spårväg på sträckan Odenplan - Solna centrum, med anslutning till Tvärbanan. Parallellt diskuterades även en fortsättning av tunnelbana från Hagastaden mot Täby centrum, vilket ingick i de tidiga utredningarna i Stockholmsförhandlingen 2012. Förhandlingen resulterade i ett avtal att bygga sträckan fram till Solna station/Arenastaden, men omfattade inte sträckningen vidare mot Täby.
Eftersom en avgrening innebär minskad trafik från Odenplan mot Alvik, beslöts att den nya sträckan skulle trafikeras som en separat bana på sträckan Odenplan – Hagastaden – Arenastaden. Matarbanan skulle vända på ett nytt tredje spår på Odenplans station. Under låg- och mellantrafik skulle genomgående trafik vara möjlig. Storstockholms Lokaltrafik anordnade en kampanj där allmänheten fick utse en linjefärg för den separata linjen, vilket resulterade i beteckningen "Gula linjen". Det utreddes även att på sikt bygga en ny separat station för den nya banan, placerad nordsydligt under den befintliga stationen. Det skulle möjliggöra att banan skulle fortsätta söderut mot Fridhemsplan och eventuellt mot Älvsjö, motsvarande den nya bana som nu benämns Gula linjen. Våren 2016 beslöts att inte bygga ett nytt tredje spår och ny plattform på Odenplans befintliga station, utan istället låta linjen bli en ny gren av Gröna linjen, med förgrening strax väster om Odenplan. Den nya linjen kan därmed inte längre trafikeras som en matarbana utan får genomgående trafik på Gröna linjens centrala sträcka åtminstone till Gullmarsplan, via befintlig plattform på Odenplan. 
I mars 2017 beslutade Solna kommun tillsammans med landstinget att även anlägga en station i Hagalund. Den 25 maj 2018 fick utbyggnaden klartecken av Mark- och miljödomstolen, det i form av att landstinget får tillstånd att leda bort grundvatten som läcker in i tunnlarna när tunnelbanan börjar sprängas fram, vilket i sig kan påverka grundvattennivån. Tunnelbanan får byggas även om domen överklagas, vilket gjort att man beslutat om byggstart våren 2019.
Då blandningen av färger frångick den tidigare ordningen att alla linjer som delar bansträckor skulle ha samma färg, så beslutade Trafikförvaltningen i maj 2023 att slopa den gula färgen för avgreningen och i fortsättningen marknadsföra den som grön.
Gröna linjens depå Högdalsdepån är också under utbyggnad. När blåa linjen har tagit över grenen till Hagsätra ska depån kunna hantera både gröna linjens vagnar samt vagnar från blåa linjen. Därför byggs här en ny uppställningshall, en tvätthall och en saneringshall. För att kunna transportera tågen från depån till Gröna linjens övriga grenar byggs en ny tunnel från Hökarängen till depån. Allt detta beräknas stå klart 2026.

### Nya stationer
- Vid Hagastaden byggs en ny station med fyra stationsnedgångar, en i södra änden vid Torsplan och tre i norra änden i anslutning till Karolinska universitetssjukhuset och Karolinska institutet.[16] Åsa Jungnelius ansvarar för den konstnärliga utsmyckningen.
- Vid Södra Hagalund byggs en station med uppgång mot Hagalunds arbetsplatsområde och mot Solnavägen.[17]
- Vid Arenastaden är planen att anlägga två stationsnedgångar, en i sydöstra änden i anslutning till Solna station och en i nordvästra änden vid Dalvägen.[16]

## Fotnoter
1. ↑  ”Fakta om SL och regionen 2019”. AB Storstockholms Lokaltrafik. 2019. https://miljobarometern.stockholm.se/content/Trafikrelaterat/sl_och_regionen_2019.pdf. Läst 27 september 2024.
2. ↑  sl.se Information som hörs på tunnelbanestationen Arkiverad 25 augusti 2017 hämtat från the Wayback Machine. Läst 25 juni 2015
3. ↑  ”Fakta om SL och länet år 2015” (PDF). Storstockholms Lokaltrafik. 25 oktober 2016. Arkiverad från originalet den 26 november 2016. https://web.archive.org/web/20161126002454/http://www.sll.se/Global/Verksamhet/Kollektivtrafik/Fakta%20om%20SL%20och%20l%C3%A4net/Fakta-SL-Waxholmsbolaget-Fardtjanstent-2015-webb.pdf. Läst 13 mars 2017.
4. ↑  ”SL om upprustningen av Hagsätragrenen”. Arkiverad från originalet den 11 augusti 2011. https://web.archive.org/web/20110811101250/http://sl.se/sv/Om-SL/SL-planerar-och-bygger/Upprustning-av-Hagsatragrenen/Ersattningstrafiken/.
5. ↑  ”Trafikförbättrande åtgärder i Stockholm 2014-2015” (Trafikverket). trafikverket.se. Arkiverad från originalet den 4 december 2014. https://web.archive.org/web/20141204183535/http://www.trafikverket.se/PageFiles/152221/lista_trafikf%C3%B6rb%C3%A4ttrand_20140411.pdf. Läst 19 augusti 2012.
6. ↑  ”Gröna linjen klipps av” (Dagens Nyheter). dn.se. http://www.dn.se/sthlm/grona-linjen-klipps-av/. Läst 25 juni 2014.
7. ↑  ”Gröna linjen stängs av under två veckor”. mitti.se. Arkiverad från originalet den 30 september 2015. https://web.archive.org/web/20150930081104/http://www.mitti.se/grona-linjen-stangs-av-under-tva-veckor/. Läst 25 juni 2014.
8. ↑  ”Modernisering av södra Götgatan”. vaxer.stockholm. https://vaxer.stockholm/projekt/modernisering-av-sodra-gotgatan/. Läst 20 april 2023.
9. ↑  ”Arkiverade kopian”. Arkiverad från originalet den 3 juli 2019. https://web.archive.org/web/20190703094749/https://nyatunnelbanan.sll.se/sv/arenastaden-om. Läst 17 maj 2023.
10. ↑  ”Linjen blir gul – men vart tar den vägen?”. blogg.dn.se. http://dn.se/blogg/viktor/2014/09/01/linjen-blir-gul-men-vart-tar-den-vagen/. Läst 2 december 2021.
11. ↑  ”Den nya linjen i Stockholms tunnelbana blir gul”. sverigesradio.se. http://sverigesradio.se/sida/artikel.aspx?programid=493&artikel=5953471. Läst 14 mars 2014.
12. ↑  ”Klartecken för gula linjen”. mitti.se. Arkiverad från originalet den 15 juni 2018. https://web.archive.org/web/20180615111845/https://mitti.se/nyheter/trafik/klartecken-gula-linjen/. Läst 30 maj 2018.
13. ↑  ”Viktigt tillstånd på plats för Gula linjen”. Arkiverad från originalet den 1 oktober 2020. https://web.archive.org/web/20201001160807/https://www.nyatunnelbanan.sll.se/sv/artikel/viktigt-tillstand-pa-plats-for-gula-linjen. Läst 17 maj 2023.
14. ↑  Kullberg Wulf, Ingrid (17 maj 2023). ”Gult blir grönt när tunnelbanan byggs ut”. SVT Nyheter. https://www.svt.se/nyheter/lokalt/stockholm/gult-och-gront-nar-tunnelbanan-byggs-ut. Läst 17 maj 2023.
15. ↑  {{https://nyatunnelbanan.se/depa/hogdalen/}}
16. 1 2  http://nyatunnelbanan.sll.se/sites/tunnelbanan/files/Nyhetsbrev-Gula-linjen-2016-ver5Web.pdf
17. ↑  ”Ny tunnelbanestation i Hagalund”. svt.se. http://www.svt.se/nyheter/lokalt/stockholm/ny-tunnelbanestation-i-hagalund. Läst 6 mars 2017.